# Saint Cloud (Flórida)
Saint Cloud é uma cidade localizada no estado americano da Flórida, no condado de Osceola. Foi incorporada em 1911.

## Geografia
De acordo com o United States Census Bureau, a cidade tem uma área de 46 km², onde todos os 46 km² estão cobertos por terra.

## Demografia
Segundo o censo nacional de 2010, a sua população é de 35 183 habitantes e sua densidade populacional é de 764,9 hab/km². É a localidade menos populosa do condado de Osceola, embora tenha sido a que, em 10 anos, teve o maior crescimento populacional do condado. Possui 14 544 residências, que resulta em uma densidade de 316,2 residências/km².

## Geminações
A cidade de Saint Cloud é geminada com as seguintes municipalidades:
- Lynn Haven, Flórida, Estados Unidos